# Wendelin Enders
Wendelin Enders (* 20. Oktober 1922 in Langenberg; † 23. April 2019 in Petersberg) war ein deutscher Pädagoge und Politiker (SPD).

## Leben und Beruf
Enders besuchte die Staatliche Aufbauschule in Fulda. Nach dem Abitur meldete er sich freiwillig zum Reichsarbeitsdienst und wurde anschließend zur Wehrmacht eingezogen. Von 1941 bis 1945 nahm er als Soldat am Zweiten Weltkrieg teil und wurde zuletzt zum Leutnant der Reserve befördert.
Ab Herbst 1945 nahm Enders ein Studium der Geographie, Biologie und Geschichte an der Universität Göttingen auf und setzte es an der Philipps-Universität Marburg fort, wo er auch ein Jahr lang Ältester der Philosophischen Fakultät und stellvertretender Ältester der Universität war. 1950 wurde er mit der Dissertation „Die Oberflächenform der Rhön“ zum Dr. phil. promoviert und legte das Staatsexamen für höhere Lehrämter ab.
Er unterrichtete Geographie, Geschichte, Sozialkunde und Biologie an Schulen in Fulda, Langenbieber und Bensheim. Ab 1964 war er als Oberstudienrat am Pädagogischen Fachinstitut in Fulda tätig.

## Politische Tätigkeit
Im Jahr 1964 trat Enders in die SPD ein und wurde Gemeindevertreter sowie Fraktionsvorsitzender in Petersberg. Er engagierte sich zudem im kulturpolitischen Ausschuss des SPD-Bezirks Hessen-Nord.

### Bundestagsabgeordneter
Am 9. Mai 1967 rückte Enders über die Landesliste Hessen für den ausgeschiedenen Abgeordneten Edwin Zerbe in den Deutschen Bundestag nach. Dem Parlament gehörte er bis 1987 an. Von 1969 bis 1983 vertrat er den Wahlkreis Hersfeld direkt, danach erneut über die Landesliste.
Während seiner Zeit im Bundestag war Enders Mitglied zahlreicher Ausschüsse, darunter:
- Petitionsausschuss
- Ausschuss für Kriegs- und Verfolgungsschäden
- Ausschuss für das Bundesvermögen
- Haushaltsausschuss
- Ausschuss für innerdeutsche Beziehungen
- Sportausschuss
- Ausschuss für Bildung und Wissenschaft
- Ausschuss für Ernährung, Landwirtschaft und Forsten

### Mitglied europäischer Versammlungen
Ab 1971 war er Mitglied der Beratenden Versammlung des Europarats sowie der Parlamentarischen Versammlung der Westeuropäischen Union (WEU).